# 黃國鐘
黃國鐘（1954年—），中華民國律師及政治人物，早年曾加入中華社會民主黨，後跟隨朱高正跳到新黨。曾代表新黨在高雄市南區當選為第三屆立法委員，後改加入中國國民黨
，目前為中華民國律師公會全國聯合會理事。